# Лагеря для военнопленных времен гражданской войны в Финляндии

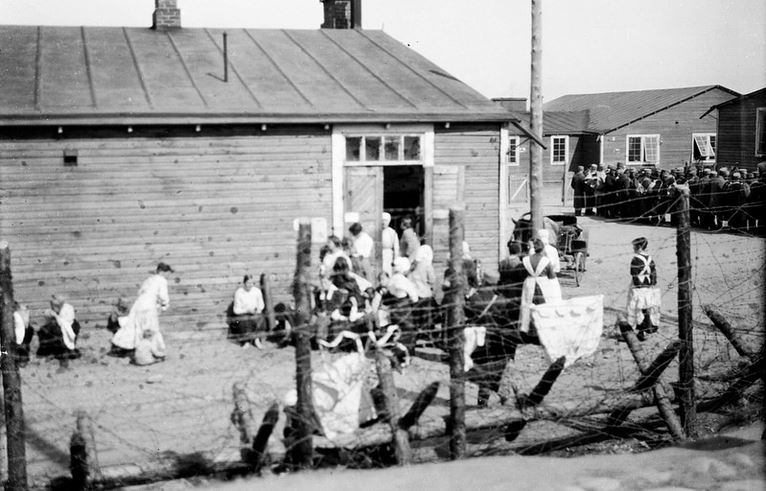
Женщины Красной гвардии в лагере для военнопленных Тампере летом 1918 года.

Лагеря для военнопленных гражданской войны в Финляндии были лагерями для военнопленных, созданными в 1918 году в результате гражданской войны в Финляндии, куда отправлялись бойцы Красной гвардии и другие лица, которые были вовлечены или подозревались в причастности к деятельности Красной гвардии и красного движения. Некоторые лагеря для военнопленных во время гражданской войны также назывались концентрационными лагерями .Значение слова изменилось из-за концентрационных лагерей нацистской Германии. В 1918 году об этом не знали. Что означает эта фраза?[прояснить] .
Весной 1918 года было несколько десятков лагерей для военнопленных. Летом заключенных сначала сосредоточили в 16, а затем в 13 центральных лагерях. Всего в них было более 80,000 человек, включая женщин и детей, а также военнослужащих Российской армии, находившихся в стране. Приблизительно от 12 000 до 14 000 заключенных умерли по разным причинам.

## Работа тюремных лагерей

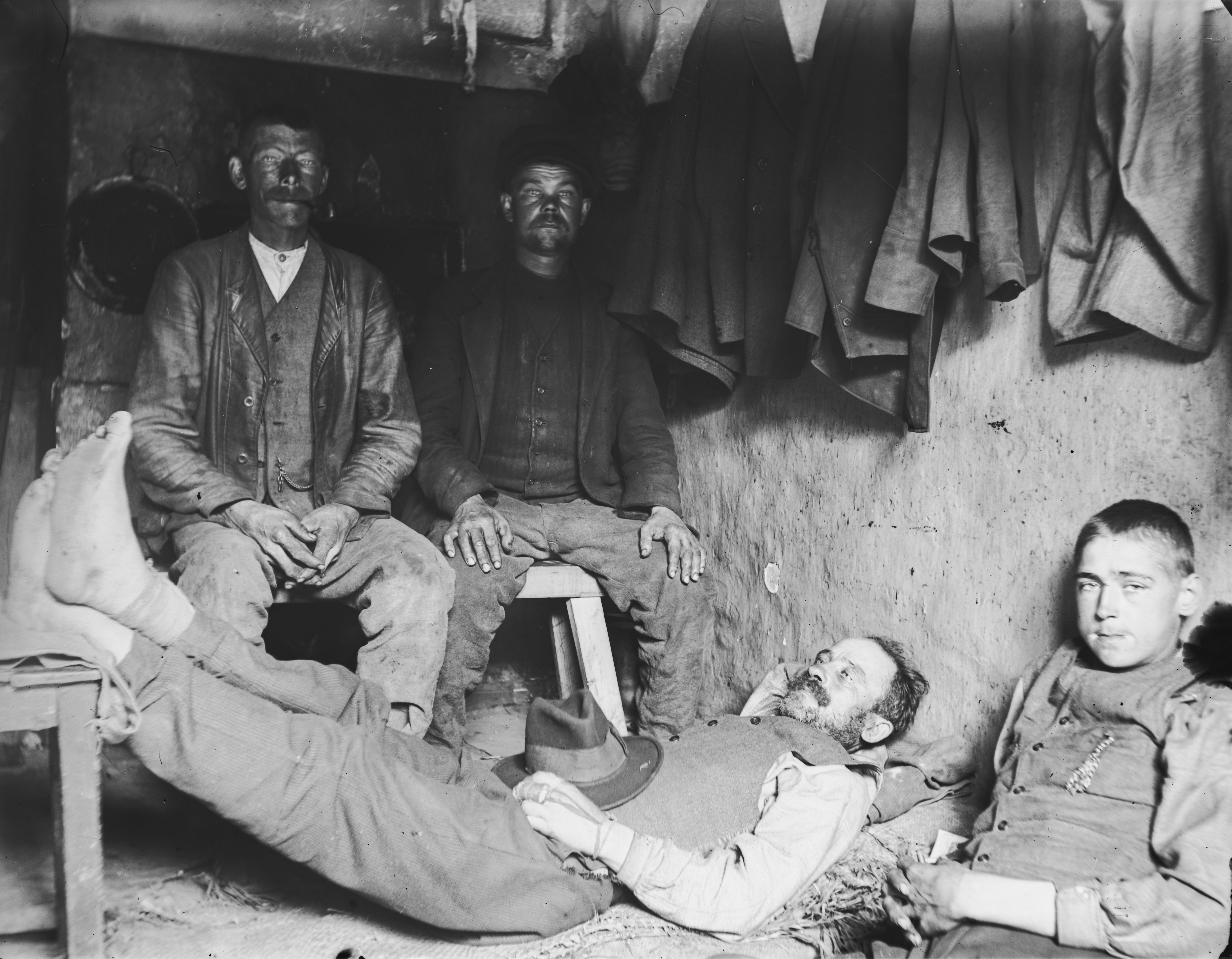
Заключенные лагеря для военнопленных Сусисаари в Хельсинки.

### Создание
Первые центры содержания заключенных были созданы в самом начале гражданской войны, к северу от линии фронта, в районе, контролируемом Сенатом Свинхувуда, то есть белыми. Большие концентрации заключенных возникли в Оулу, Коккола, Сейняйоки и Куопио. Сначала заключенных содержали в тюрьмах, школах и других общественных зданиях. Штабы красных также были обычным местом для содержания заключенных в некоторых местах, например в Варкаусе, церкви так же были использованные как места заключения.
В конце февраля на основании воззвания генерала Маннергейма от 25 февраля стали сажать не только сдавшихся красных, но и других лиц, причастных к деятельности красного движения. Он призвал свои войска арестовывать всех, кто находится на свободе и представляет «опасность для нашего дела». Результатом стали масштабные заточения, так что через пару недель заключенных было уже около 4,000. Одним из первых официальных лагерей для военнопленных был лагерь для военнопленных Куопио, где к началу марта находилось уже почти 3,000 заключенных. Помимо Куопио, самыми крупными из лагерей, созданных в марте, были лагеря для военнопленных Вааса и Оулу .

### Пленные, взятые красными
Красные также взяли несколько пленных на ранних этапах войны. Например, в связи с захватом Сиунти и Киркконумми в феврале красные взяли в плен 467 человек, которые были размещены в помещениях Шведской реальной гимназии в Хельсинки . В Коуволе красные держали заключенных в местном Народном доме, куда белых переводили из разных частей области Кюменлааксо .

### Весеннее заключение и учреждение для военнопленных

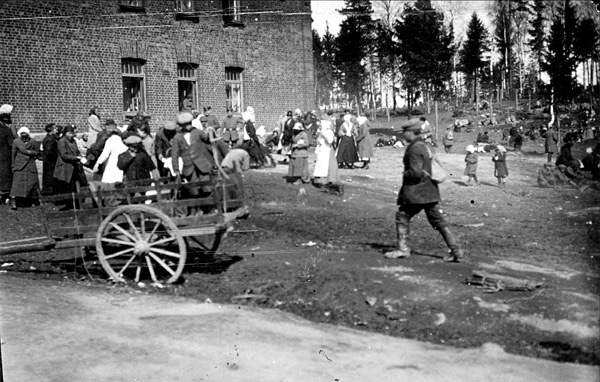
Женщины и дети в лагере для военнопленных Хеннала в Лахти.

Весной количество красных, захваченных белыми, увеличивалось по мере продвижения их войск к югу от линии фронта. В начале апреля в связи с оккупацией Тампере было взято в плен более 10,000 красных, которые в основном были помещены в созданный в городе лагерь для военнопленных Калеванканка . В период с апреля по май белые войска при поддержке немцев захватили в общей сложности около 80,000 красногвардейцев или подозреваемых в участии Красной гвардии. Помимо собственно вооруженных бойцов, были арестованы и другие гражданские лица, работавшие на стороне красных, и активисты красного движения. 24 апреля при Военном министерстве было создано учреждение для военнопленных для содержания пленных красных и организации деятельности лагерей для военнопленных.
На так называемом "Феллмановском поле" в Лахти, около 22,000 сдавшихся красных и беженцев, направлявшихся на восток, некоторым из которых разрешили уйти более чем через неделю. В апреле и мае во многих местах были созданы новые лагеря для военнопленных. В самом большом из них было 8,000 до 10,000 заключенных. Помимо Тампере, такими были лагеря для военнопленных Суоменлинна, Хямеенлинна и Хеннала в Лахти . Весной было не более 60 лагерей для военнопленных, по некоторым данным 64 . Большинство из них были относительно небольшими лагерями для задержанных, из которых заключенных переводили в более крупные лагеря, так что на начало июня осталось только 26 лагерей. По планам директора Военно-тюремного учреждения В. О. Ювелия, число лагерей было сначала сокращено до шестнадцати, а затем в течение июня до тринадцати центральных лагерей.